# Most treh dežel
Most treh dežel (nemško: Dreiländerbrücke, francosko: La premostitvena des Trois Pays) je ločni mostu, ki prečka reko Ren med občinana Huningue (Francija) in Weil am Rhein (Nemčija), znotraj baselskega (Švica) metropolitanskega območja. Je najdaljši eno razponski most na svetu namenjen izključno pešcem in kolesarjem. Njegova skupna dolžina je 248 metrov in njegov glavni razpon meri 229,4 metrov. 
Njegovo ime izhaja iz lokacije mostu med Francijo, Nemčijo in Švico in je približno 200 metrov oddaljen od točke tromeje. Zasnoval ga je francosko-avstrijski arhitekt Dietmar Feichtinger

## Lokacija
Prvi prehod na tem mestu je bil zgrajena za grad Huningue in je bil uničen od francoskih vojakov leta 1797. Most treh dežel se nahaja točno na mestu, kjer so 20. oktobra 1944 uničili pontonski most z zavezniškimi zažigalnimi bombami. Od takrat pa do odprtja Palmrainbrücke za cestna vozila v letu 1979 na nemški zvezni cesti številka 532, se je ta končala na tej točki s trajektom. Da ne bi onemogočil pogled iz Place Abbatucci (osrednji trg v Huningue) vzdolž Rue de France in čez reko na Weil-am Rhein, je glavna cesta na nasprotni strani (in obratno); most je zgrajen zato severno od linije teh cest.

## Gradnja
Most je ločni most s središčnim lokom in z razponom 229 metrov najdaljši most za pešce na svetu. Njegova skupna dolžina je 248 metrov brez rampe za dostop. Lok je visok le 20 metrov in najvišja točka je približno 25 metrov nad vodo, z voziščno konstrukcijo 14 metrov  pod krono loka. Gledano v prerezu je nosilna konstrukcija asimetrična. Gorvodno je šesterokotni presek jeklene pločevine, dolvodno sta dva drugačna; prvi je bolj nagnjen proti notranjosti, zadnja dva nosita breme obtežbe. Objekt je zasnoval arhitekt Dietmar Feichtinger v sodelovanju z Büro LAP Leonhardt Andra & Partner (Berlin / Stuttgart).
Gradnja mostu je zahtevala 1012 ton jekla, 1798 kubičnih metrov betona in 805 metrov kablov premera 30 in 60 cm. Strošek gradnje je bil 9.000.000 € in financiran s subvencijami iz Evropske unije, države Baden-Württemberg, departmaja Haut-Rhin in dveh sosednjih občin.
Most je bil sestavljen v bližini Huningueja, nato prepeljan 26. novembra 2006 na trenutno lokacijo na Renu. Most je bil v uporabi od 31. decembra 2006. Januarja ga je testiralo glede na vibracije 600 prostovoljcev iz obeh strani Rena.
Most je bil odprt za javnost po tehničnem pregledu 30. marca 2007 in je bil uradno slavnostno, z visokimi gosti, predan v uporabo v noči iz 30. junija - 1. julij 2007. Dve mesti sta istočasno praznovali 45. obletnico pobratenja mest.

## Nagrade
Leta 2008 je prejel nagrado Deutscher Brückenbaupreis v kategoriji "mostovi za pešce in kolesarje". Žirija je razsodila da "je v tej stavbi z odličnimi inovativnimi idejami harmonijo oblikovanja, delovanje in oblikovanje popolnoma uspešno". 
9. septembra, 2009 je dobil most, kakor tudi arhitekt in inženir zadolžen zanj Outstanding Structure Award, ki jo podeljuje Mednarodno združenje za mostove in gradbeno tehniko (IABSE). 
Druge nagrade so še Traffic Future Award Renault (2007) , Arthur G. Hayden Medal Award od International Bridge Conference/Pittsburgh  (2008), prva nagrada v kategoriji mostov za pešce in kolesarje, ki jo podeljuje Evropsko združenje jeklarjev ECCS (2008), Nagrada brv za pešce (2008) kot tudi nagrada Structural Award (2008), ki jo od leta 1968 podeljuje Organizacija gradbenih inženirjev Structural Engineers (IStructE). 
- Most treh dežel ponoči
- Pohodna površina in ločna konstrukcija
- Detajl jeklene konstrukcije
- Detajl jeklene konstrukcije